# Sailāna
Sailāna är en ort i Indien.   Den ligger i distriktet Ratlām och delstaten Madhya Pradesh, i den centrala delen av landet, 600 km söder om huvudstaden New Delhi. Sailāna ligger 547 meter över havet och antalet invånare är 10 810.
Terrängen runt Sailāna är huvudsakligen platt. Sailāna ligger uppe på en höjd. Runt Sailāna är det ganska tätbefolkat, med 185 invånare per kvadratkilometer. Närmaste större samhälle är Ratlām, 18,9 km sydost om Sailāna. Trakten runt Sailāna består till största delen av jordbruksmark.